# تاي نيرس
تاي نيرس (بالإنجليزية: Ty Nurse) مواليد 30 يوليو 1990 في فانكوفر، هو لاعب كرة سلة كندي. بدأ مسيرته الاحترافية في سنة 2013. يلعب مع هاليفاكس هركينز في دوري كندا الوطني لكرة السلة كلاعب هجوم خلفي. يحمل الرقم 4. يبلغ طوله 6 قدم 1 بوصة (1.9 م).

## روابط خارجية
- تاي نيرس على موقع كرة السلة الأوروبية.كوم (الإنجليزية)
- تاي نيرس على موقع DraftExpress.com (الإنجليزية)
- تاي نيرس على موقع كلية كرة السلة في سبورتس رفرنس.كوم (الإنجليزية)
- تاي نيرس على موقع ريلجم (الإنجليزية)
- تاي نيرس على موقع بروبوليرز (الإنجليزية)